# Ehekirchen
Ehekirchen là một đô thị thuộc huyện Neuburg-Schrobenhausen bang Bayern nước Đức